# Parc quasi national de Noto Hantō
Le parc quasi national de Noto Hantō (能登半島国定公園, Noto-hantō Kokutei kōen) est un parc quasi national situé sur la péninsule de Noto, dans les préfectures d'Ishikawa et de Toyama au Japon. Créé le 1er mai 1968, il s'étend sur 96,72 km2.